# NGC 4917
NGC 4917 este o liner situată în constelația Câinii de Vânătoare. A fost descoperită în 20 martie 1828 de către John Herschel.